# 35-мм артиллерийская установка Oerlikon Millennium
35-мм артиллерийская установка «Эрликон Миллениум» — скорострельная автоматическая корабельная зенитная установка разработанная компанией «Эрликон» (подразделение компании «Рейнметалл») на основе 35-мм наземной зенитной установки той же фирмы.

## Описание
На срезе ствола измеряется скорость каждого снаряда и взрыватель автоматически устанавливается для подрыва снаряда на указанном расстоянии от цели. Каждый снаряд содержит 152 баллистических элемента весом 3,3 г, которые обеспечивают высокий поражающий эффект боеприпаса.
Установка также применяется для стрельбы по мелким надводным целям.
«Эрликон Миллениум» лёгок в установке, так как не требует отверстий в палубе, охлаждения, сжатого воздуха или электроснабжения. Электроснабжение необходимо только для перезарядки аккумуляторов. Установка занимает около часа и требует 6 м² пространства на палубе. Масса установки с боезапасом 252 выстрела составляет 3300 кг. Корпус установки изготовлен по технологии «стелс».

## Управление огнём
Управление установкой осуществляется внешней системой управления огнём SaabTech CEROS 200 от компании SAAB, использующей радиолокационную станцию наведения в комбинации с оптико-электронной системой наведения. При необходимости установка снабжается телекамерой, изображение с которой подаётся на консоль оператора и позволяет вести стрельбу в режиме ручной наводки. Компьютерная система с открытой архитектурой совместима со многими существующими системами управления стрельбой.